# 鰹魚乾

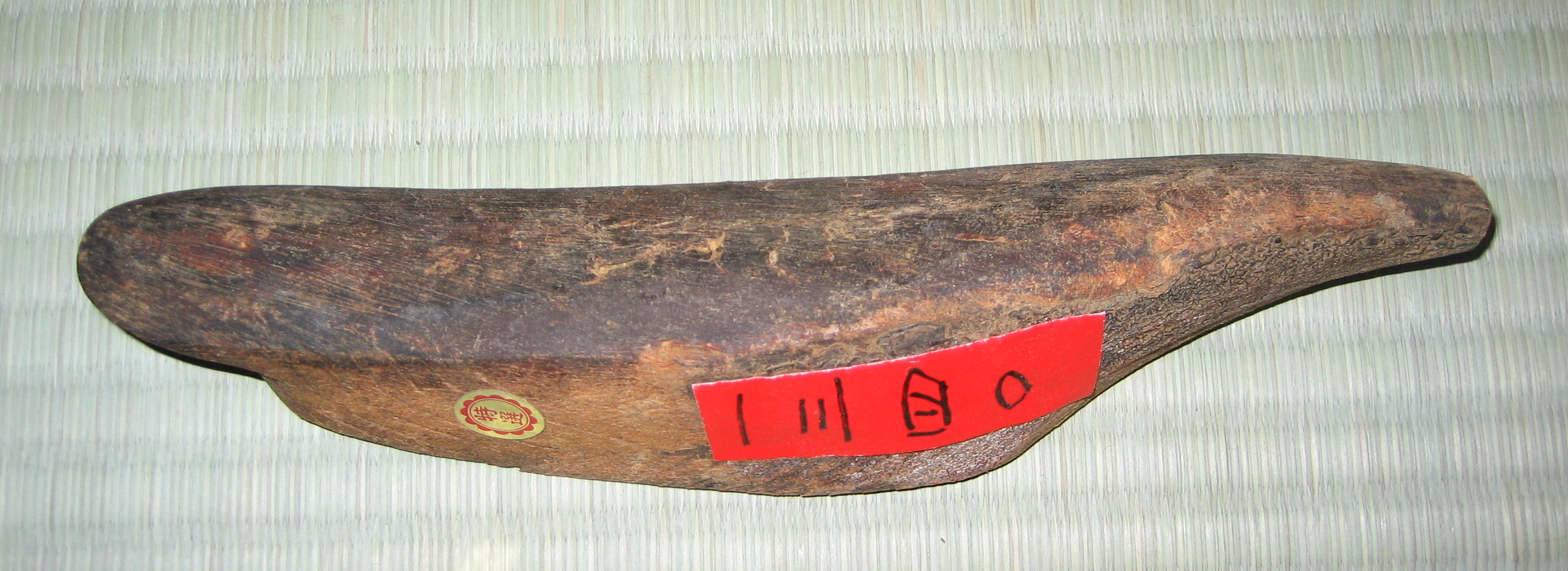
鰹魚乾

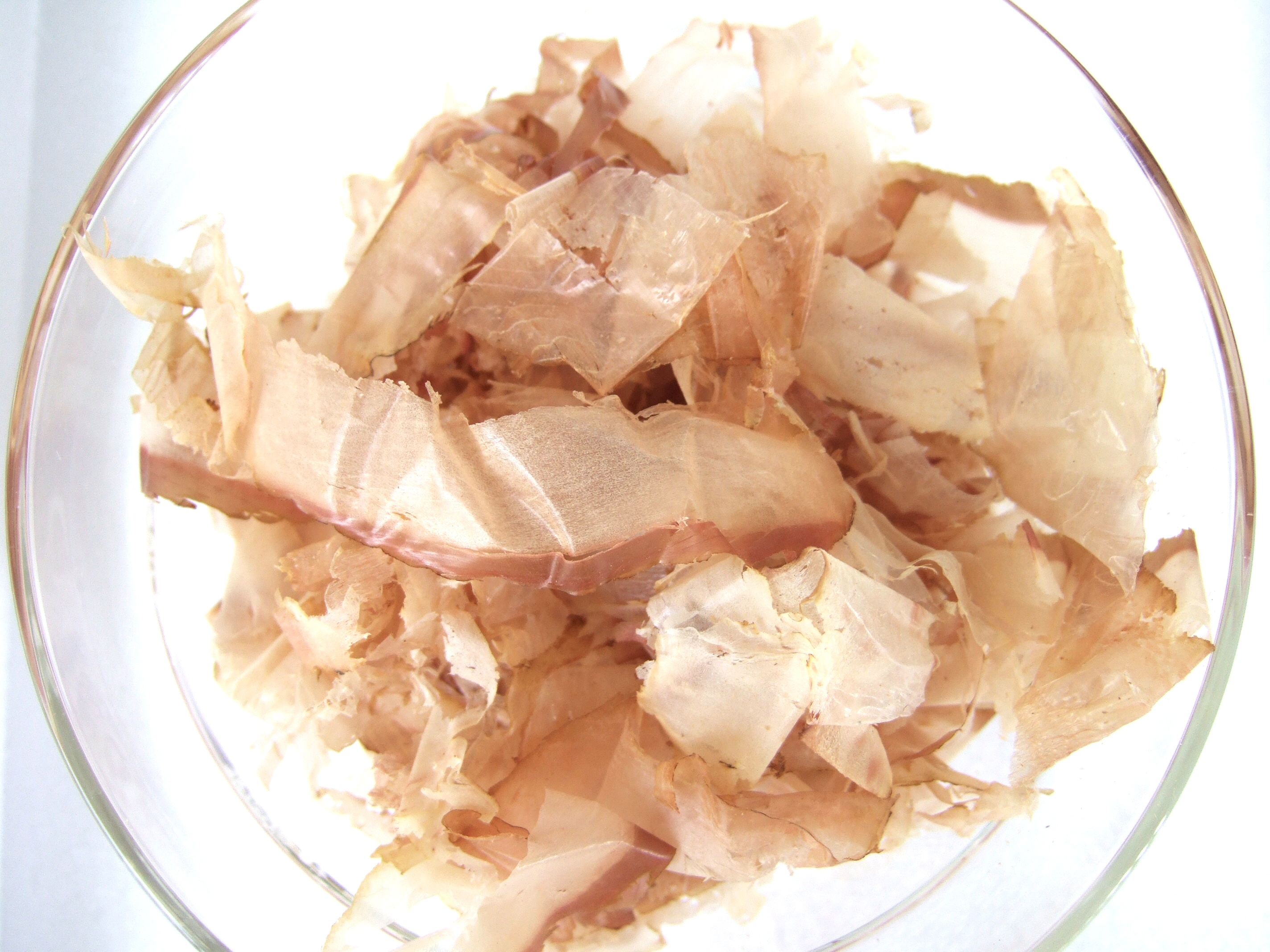
鰹魚乾片

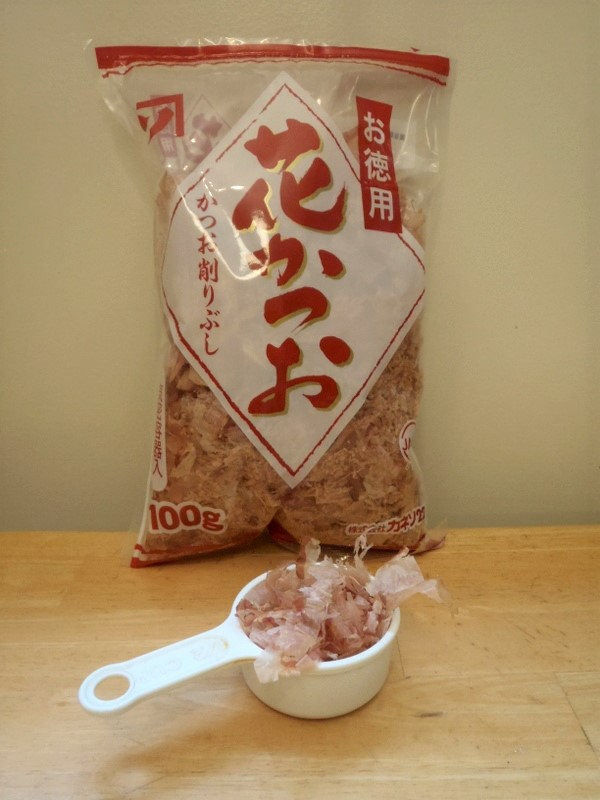
鰹魚乾片

鰹魚乾（日语：／ Katsu o bushi），又稱柴魚、木魚、柴魚片、乾鰹魚、鲣节，是將鰹或狐鲣族鱼（bonito）腹部後方的肌肉加工製造而成的魚乾。其刨成一片一片的食品称鰹魚乾片（木鱼花、柴鱼片）。

## 名稱
鰹魚乾的形狀顏色像木柴，因此才會被稱為木魚或柴魚。

## 製作
市面上常見的柴魚製作方法，通常是先將魚煮熟，再烤乾之後，使其含水量約為15%以下，在持續保持乾燥的前提下，靜放於陰涼處，等發霉，最後刨成木屑般的魚乾片。

## 食物
- 日本人常將柴魚乾刨成柴魚片後，用來萃取高湯。或者是用刨刀現削柴魚乾，然後將柴魚片灑在章魚丸、廣島燒、大阪燒或白飯上。

## 致癌物质
由于鲣鱼干制程需重複烟熏烘干程序，导致累积较高浓度的多环芳香烃（PAHs），欧盟已制定最大限量。

## 外部連結
- Katsuobushi types and production methods （页面存档备份，存于）
- http://www.daiyan.jp/ （页面存档备份，存于）（日語）
- （日語）